# Coop Veneto
Coop Veneto è stata una delle 13 medie cooperative di consumatori del sistema Coop, e come tale aderiva all'ANCC della Lega Nazionale delle Cooperative e Mutue e al consorzio cooperativo Coop Italia.
Insieme alle grandi cooperative Coop Adriatica, Coop Consumatori Nordest e Coop Estense e alle medie cooperative Coop Casarsa, Coop Eridana, Coop Reno (nonché ad alcune piccole Coop in Emilia-Romagna, Triveneto, Marche ed Abruzzo) ha aderito al Distretto Adriatico.
Il 1 giugno 2014 si è fusa con la più grande cooperativa del Distretto Adriatico: Coop Adriatica.
Il 1 gennaio 2016 Coop Adriatica si è fusa a sua volta con Coop Consumatori Nordest e Coop Estense per formare la più grande cooperativa di consumatori italiana ed europea: Coop Alleanza 3.0.

## Storia
Coop Veneto nasce il 27 luglio 1943 a Recoaro Terme (VI) e si sviluppa negli anni del boom economico italiano fino a raggiungere una rete di 16 punti vendita dislocati nelle 3 province del cuore del Veneto.
Nel corso del 2013 i consigli d'amministrazione di Coop Veneto e di Coop Adriatica hanno raggiunto un accordo per la fusione delle due cooperative, entrambe operative nelle stesse province. Successivamente anche le assemblee dei soci hanno dato parere favorevole alla fusione.
Dal 1 giugno 2014 la fusione è effettiva. I soci di Coop Veneto diventano a tutti gli effetti soci di Coop Adriatica. Il processo di fusione si è concluso nel corso del primo semestre 2014 con il trasferimento a Coop Adriatica dei 190 dipendenti che sono rimasti occupati nei punti vendita precedentemente appartenuti a Coop Veneto.

## Soci
Al 31 dicembre 2013 i soci erano 21.500 ripartiti tra le province di Vicenza, Padova e Venezia

## Rete di vendita
La rete di vendita di Coop Veneto era costituita da 16 punti vendita a marchio Coop distribuiti tra le province di Vicenza, Padova e Venezia.